# Малкий Чифлик
Ма́лкий Чифли́к (болг. Малки чифлик) — село у Великотирновській області Болгарії. Входить до складу общини Велико-Тирново.

## Населення
За даними перепису населення 2011 року у селі проживали 276 осіб.
Національний склад населення села:
| Національність   | Кількість осіб | Відсоток |
| ---------------- | -------------- | -------- |
| болгари          | 168            | 62,5%    |
| турки            | 100            | 37,2%    |
| цигани           | 0              | 0%       |
| Всього відповіли | 269            |          |

Розподіл населення за віком у 2011 році:
Динаміка населення: